# Irineu Scherer
Irineu Roque Scherer (Cerro Largo, 15 de dezembro de 1950 – Joinville, 2 de julho de 2016) foi um sacerdote católico brasileiro, Bispo de Joinville. De uma família de raízes alemãs profundamente cristã, nasceu no Rio Grande do Sul, porém ainda criança mudou-se com os pais,  Avelino e Maria Alvina Scherer, para as terras que compreendem hoje o município de Toledo, no Paraná.
Dom Irineu foi ordenado padre no dia 7 de janeiro de 1978, na Diocese de Toledo, por Dom Armando Cirio, OSJ. Foi nomeado bispo em 15 de abril de 1998, recebendo a ordenação episcopal no dia 20 de junho do mesmo ano, das mãos de Dom Lúcio Ignácio Baumgartner sendo concelebrantes Dom Armando Círio e Dom Geraldo Majella Agnelo, quando adotou o lema Fides Mundum vincit (A Fé vence o Mundo, I Jo 5,4)
Em seguida assumiu a Diocese de Garanhuns, em Pernambuco. Em 2007, foi nomeado para a Diocese de Joinville.
Morreu em 1 de julho de 2016, vítima de um infarto fulminante. Na manhã seguinte, um padre o encontrou já sem vida em seu quarto na residência oficial.